# مارلون جکسون
مارلون دیوید جکسون (به انگلیسی: Marlon David Jackson) (زادهٔ ۱۲ مارس ۱۹۵۷) خواننده و رقصنده آمریکایی است. او از اعضای گروه جکسون ۵ بود. وی برادر بزرگ‌تر خوانندگان معروف پاپ، مایکل جکسون و جانت جکسون است.

## زندگی شخصی
او ششمین فرزند خانواده جکسون است. برادر دوقلوی وی، برندان ۲۴ ساعت پس از تولد او به علت تولد زودرس مُرد.